# Джаз-рэп
Джаз-рэп (англ. jazz rap) — направление в хип-хоп-музыке, сформировавшееся в конце 1980-х. Биты в джаз-рэпе представляют собой джазовые семплы; тексты носят позитивистскую окраску. В своё время журнал Allmusic писал о джаз-рэпе как о совершенно новой вехе в развитии афроамериканской музыки.

## История жанра

### Предыстория
Зачатки джаз-рэпа появились в 1970-х годах, когда такие исполнители фанка, как Gil Scott-Heron и The Last Poets накладывали речитатив в стиле spoken word на джазовый инструментал. Таким образом они проводили параллель между джазом и фристайлом. Однако как жанр джаз-рэп сформировался во время «Золотой эры хип-хопа».

### Формирование
В 1985 году фьюжн-группа Cargo выпустила альбом Jazz Rap, Volume One, на котором присутствовал сингл «Jazz Rap». В 1988 году группа Gang Starr выпустила сингл «Words I Manifest», в котором использовались семплы из песни Диззи Гиллеспи «Night In Tunisia», написанной в 1952 году. Дебютный альбом группы No More Mr. Nice Guy 1989 года и её саундтрек к фильму Mo' Better Blues «Jazz Thing» являлись популяризаторами джаз-рэпа.

### Native Tongues
Примерно в это же время несколько альтернативных рэп-групп объединились в коллектив Native Tongues Posse; под его эгидой были выпущены альбом группы Jungle Brothers Straight Out the Jungle в 1988 году, затем альбом A Tribe Called Quest The Low End Theory, включенный в список величайших альбомов по версии журнала Rolling Stone. Также были выпущены альбомы группы De La Soul и других исполнителей джаз-рэпа.

### 1990-2000-е
В начале 1990-х годов, с развитием гангста-рэпа и хардкор-рэпа, популярность джаз-рэпа падает. Жанр уходит в андеграунд, где получает дальнейшее развитие; от джаз-рэпа отделяется более мелодичный джаз-хоп. Сам джаз-рэп нередко сочетают с хардкор-рэпом, как это делали Nas и Lords of the Underground. В середине 90-х известность получил рэпер Common, который сочетал джаз-рэп с поп-рэпом. Также особым почитанием у фанатов джаз-рэпа пользуется группа The Roots, которая в своих работах сочетает элементы джаза и рэпкора.
В настоящее время джаз-рэп продолжает развиваться в андеграунде, хотя такие исполнители, как Guru и DJ Premier (бывшие участники группы Gang Starr), очень популярны в США и за рубежом.
Джазовый хип-хоп бурно развивался в Японии, где появились на свет такие музыканты, как Nujabes и ShinSight Trio.